# Samuel Richardson
Samuel Richardson (botezat 19 august 1689 - 4 iulie 1761) a fost un scriitor și tipograf englez. Este cel mai cunoscut pentru cele trei romane epistolare ale sale: Pamela; or, Virtue Rewarded (1740), Clarissa: Or the History of a Young Lady (1748) și The History of Sir Charles Grandison (1753). Richardson a fost un tipograf și editor consacrat pentru cea mai mare parte a vieții sale și a tipărit aproape 500 de lucrări diferite, inclusiv reviste. El a fost, de asemenea, cunoscut să colaboreze strâns cu libraria londoneză Andrew Millar de mai multe ori.
La o vârstă foarte fragedă, Richardson a fost ucenic la un tipograf, a cărui fiică devenindu-i soție în cele din urmă. Și-a pierdut prima soție împreună cu cei cinci fii ai lor și, în cele din urmă, s-a recăsătorit. Cu cea de-a doua soție, el a avut patru fiice care au ajuns la vârsta adultă, dar niciun moștenitor de sex masculin să continue conducerea activității de tipografie. În timp ce tipografia sa cobora încet, a scris primul său roman la vârsta de 51 de ani și a devenit imediat unul dintre cei mai populari și admirați scriitori ai vremii sale.
Richardson a cunoscut figuri de frunte în Anglia secolului al XVIII-lea, inclusiv Samuel Johnson și Sarah Fielding. El a fost, de asemenea, prieten apropiat cu eminentul medic și boemist George Cheyne și cu teologul și scriitorul William Law, ale cărui cărți le-a tipărit. La cererea specială a lui William Law, Richardson a tipărit diferite poezii de John Byrom. În lumea literară londoneză, era un rival al lui Henry Fielding, iar cei doi au răspuns stilurilor literare reciproc în propriile lor romane.
Numele său se afla pe Index librorum prohibitorum, o listă stabilită de Papa care conținea numele cărților pe care catolicii nu li s-a permis să le citească.

## Legături externe
- Lucrări de Samuel Richardson la Proiectul Gutenberg
- Opere de sau despre Samuel Richardson la Internet Archive
- Lucrări de Samuel Richardson la LibriVox (cărți audio aflate în domeniul public)
- Samuel Richardson at the National Portrait Gallery, London
- The Spiritual Side of Samuel Richardson: Mysticism, Behmenism and Millenarianism in an Eighteenth–Century English Novelist, Joling–van der Sar, G.J., 2003.
- „Materiale de arhivă referitoare la Samuel Richardson”. UK National Archives.
- Samuel Richardson la Find a Grave